# Jean-Alain Boumsong
Jean-Alain Boumsong-Somkong (* 14. prosince 1979, Douala, Kamerun) je bývalý francouzský fotbalový obránce a reprezentant kamerunského původu, který je momentálně bez angažmá. Jeho postem je pozice stopera (středního obránce). Byl považován za nástupce kapitána francouzské reprezentace Marcela Desaillyho.

## Klubová kariéra
Boumsong hrál postupně v klubech Le Havre AC, AJ Auxerre, Rangers FC, Newcastle United, Juventus FC, Olympique Lyon a Panathinaikos FC.

## Reprezentační kariéra
Byl členem francouzských mládežnických výběrů. Zúčastnil se Mistrovství Evropy hráčů do 21 let v roce 2002 ve Švýcarsku, kde Francie podlehla ve finále české jedenadvacítce v penaltovém rozstřelu a získala stříbro.
V A-týmu Francie debutoval 20. června 2003 na Konfederačním poháru FIFA 2003 proti reprezentaci Japonska (výhra 2:1). Tento turnaj Francie vyhrála.

### Mistrovství Evropy 2004
Reprezentační trenér Francie Jacques Santini jej zařadil do kádru pro EURO 2004, na turnaji si připsal jeden epizodní start v závěru třetího zápasu základní skupiny B se Švýcarskem (výhra 3:1). Francie vypadla ve čtvrtfinále s pozdějším vítězem šampionátu Řeckem.

### Mistrovství světa 2006
Nový reprezentační trenér Francie Raymond Domenech jej využíval v kvalifikaci na Mistrovství světa 2006 v Německu a také jej vzal na samotný turnaj, kde francouzský tým dokráčel až do finále 9. července proti Itálii. Tam ale vítězné tažení Les Bleus skončilo, po výsledku 1:1 po prodloužení následoval penaltový rozstřel, který Francie prohrála v poměru 3:5. Boumsong se neobjevil ani v jednom zápase, neboť se do reprezentace vrátil stoper Lilian Thuram.

### Mistrovství Evropy 2008
Na EURU 2008 konaném ve Švýcarsku a Rakousku Francie nebyla úspěšná, vypadla již v základní skupině C („skupina smrti“ - nejtěžší základní skupina na turnaji) po remíze 0:0 s Rumunskem a porážkách 1:4 s Nizozemskem a 0:2 s Itálií. Jean-Alain Boumsong-Somkong nastoupil jako střídající hráč pouze v utkání proti Itálii, místo v základní sestavě měl jisté opět Thuram.

### Reprezentační góly
Góly Jean-Alaina Boumsong-Somkonga za A-tým Francie
| Gól | Datum        | Stadion                               | Soupeř | Skóre | Výsledek | Soutěž                   |
| --- | ------------ | ------------------------------------- | ------ | ----- | -------- | ------------------------ |
| 010 | 11. 10. 2003 | Stade de France, Saint-Denis, Francie | Izrael | 3:0   | 3:0      | Kvalifikace na Euro 2004 |